# Vira (Gambarogno)

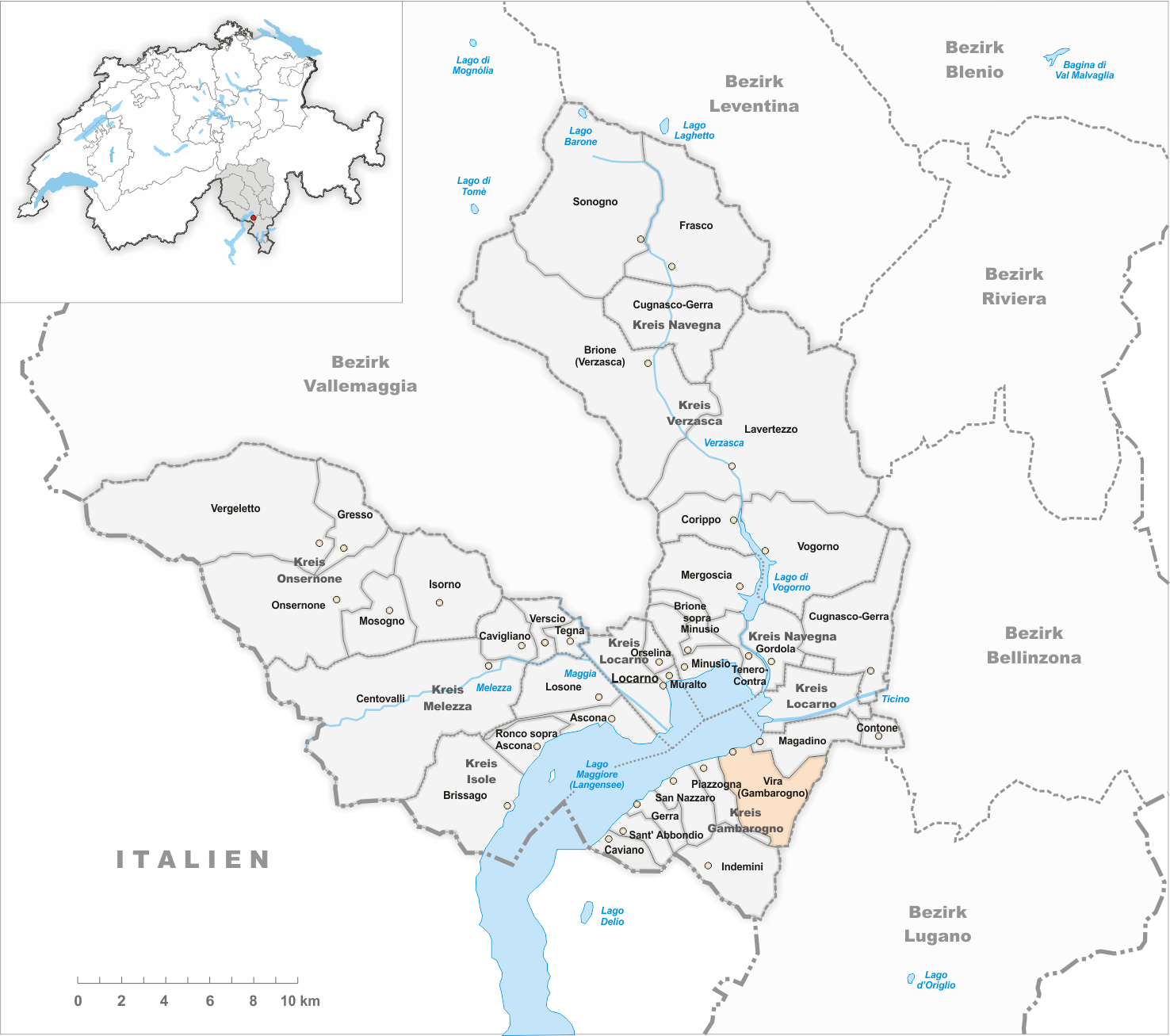
Gemeindestand vor der Fusion am 24. März 2010

Vira (Gambarogno), historisches Luftbild von Werner Friedli (1965)

Vira (Gambarogno) ist ein Ortsteil der Gemeinde Gambarogno im Schweizer Kanton Tessin. Er bildete bis zum 24. April 2010 eine selbständige politische Gemeinde.

## Geographie
Das Dorf liegt am nordöstlichen Ufer des Langensee am Fusse des 1738 m hohen Berges Gambarogno. Von Vira aus führt in südlicher Richtung eine Strasse zum 1395 m hohen Bergpass Alpe di Neggia, der eine Verbindung zum Veddascatal bildet. Das Dorf liegt an der Bahnstrecke Cadenazzo–Luino der Schweizerischen Bundesbahnen.

## Wappen
Blasonierung: Ein schwarzer Anker mit drei goldenen Sternen über Silber und Blau von siebenmal mit Wellenschnitt geteilt.

## Geschichte
Die Gegend war schon früh besiedelt, worauf eine hier gefundene Stele mit nordetruskischer Inschrift verweist. Im Mittelalter war Vira zunächst das Zentrum der Nachbarschaft Gambarogno, bis es als solches im 13. Jahrhundert von San Nazarro abgelöst wurde. Eine erste Erwähnung findet das Dorf im Jahre 1305 als Vira. 1516 gelangte es unter eidgenössische Herrschaft.
Am 25. November 2007 wurde die Fusion der Gemeinden am Südufer des Lago Maggiore zur neuen Gemeinde Gambarogno von den Stimmberechtigten der Gemeinden Caviano, Contone, Gerra (Gambarogno), Indemini, Magadino, Piazzogna, Sant’Abbondio und Vira (Gambarogno) gutgeheissen. Einzig San Nazzaro war mehrheitlich dagegen. Gegen den Entscheid des Tessiner Grossen Rates, die Fusion trotzdem wie geplant durchzuführen, wurde beim Bundesgericht Beschwerde eingelegt. Nach der Ablehnung der Beschwerde trat die Fusion per 25. April 2010 in Kraft. Vira Gambarogno ist aber nach wie vor eine eigenständige Bürgergemeinde.

## Bevölkerung
Einwohnerzahlen: Volkszählungsdaten

## Sehenswürdigkeiten

### Sakrale Bauten
- Pfarrkirche Santi Pietro e Paolo[5]. Die Kirche SS. Pietro e Paolo war bis zur Entstehung der Pfarreien Indemini (1556), Sant’Abbondio und San Nazzaro (1558), Piazzogna (1837) und Magadino (1846) die Mutterkirche des ganzen Gambarogno.
- Oratorium Santa Maria Maddalena mit Gemälde Kreuzigung mit Santa Maria Maddalena und San Giovanni Evangelista (1696)[5].

### Zivile Bauten
- alte Steinbrücke[5].

## Bilder

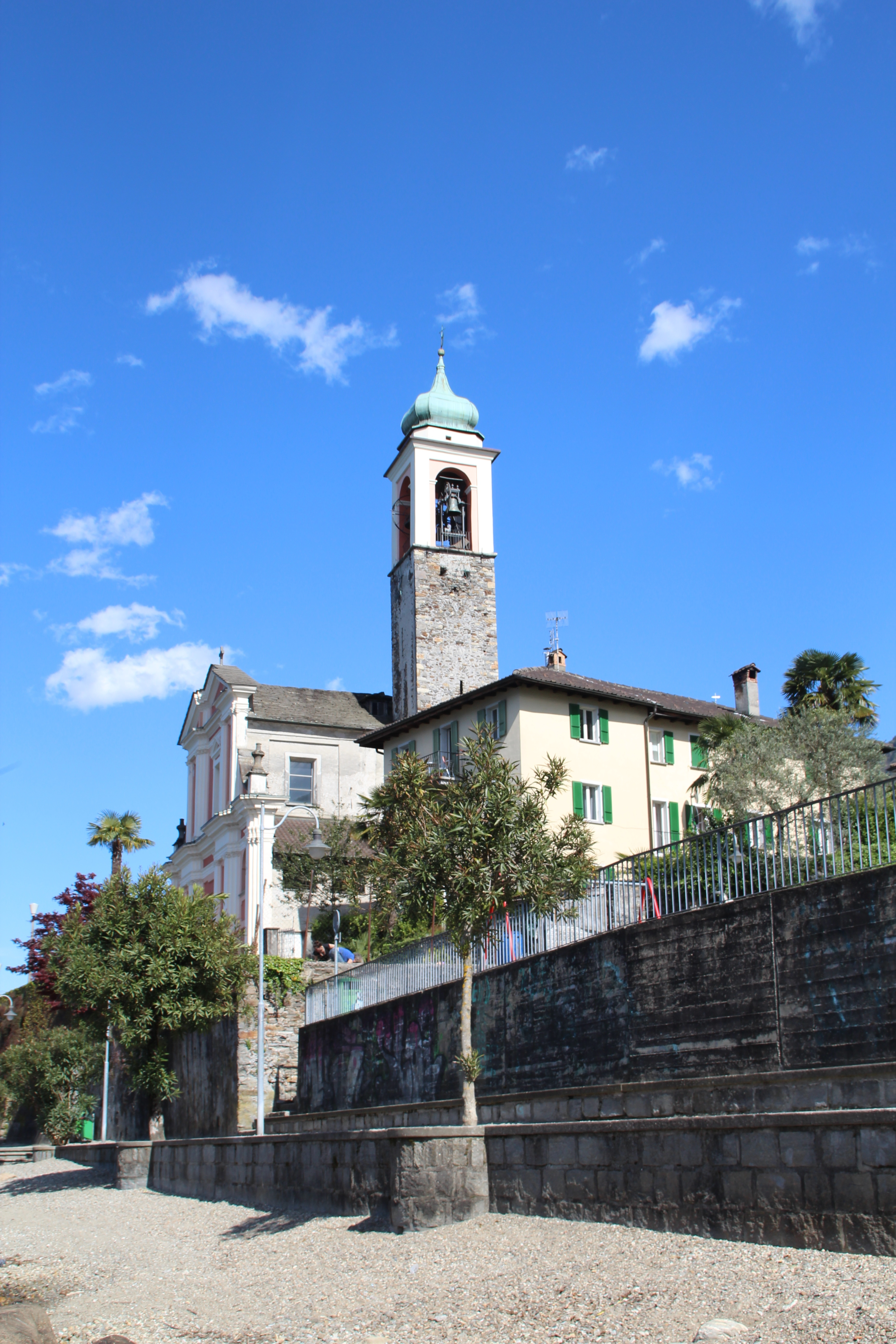
Pfarrkirche Santi Pietro e Paolo
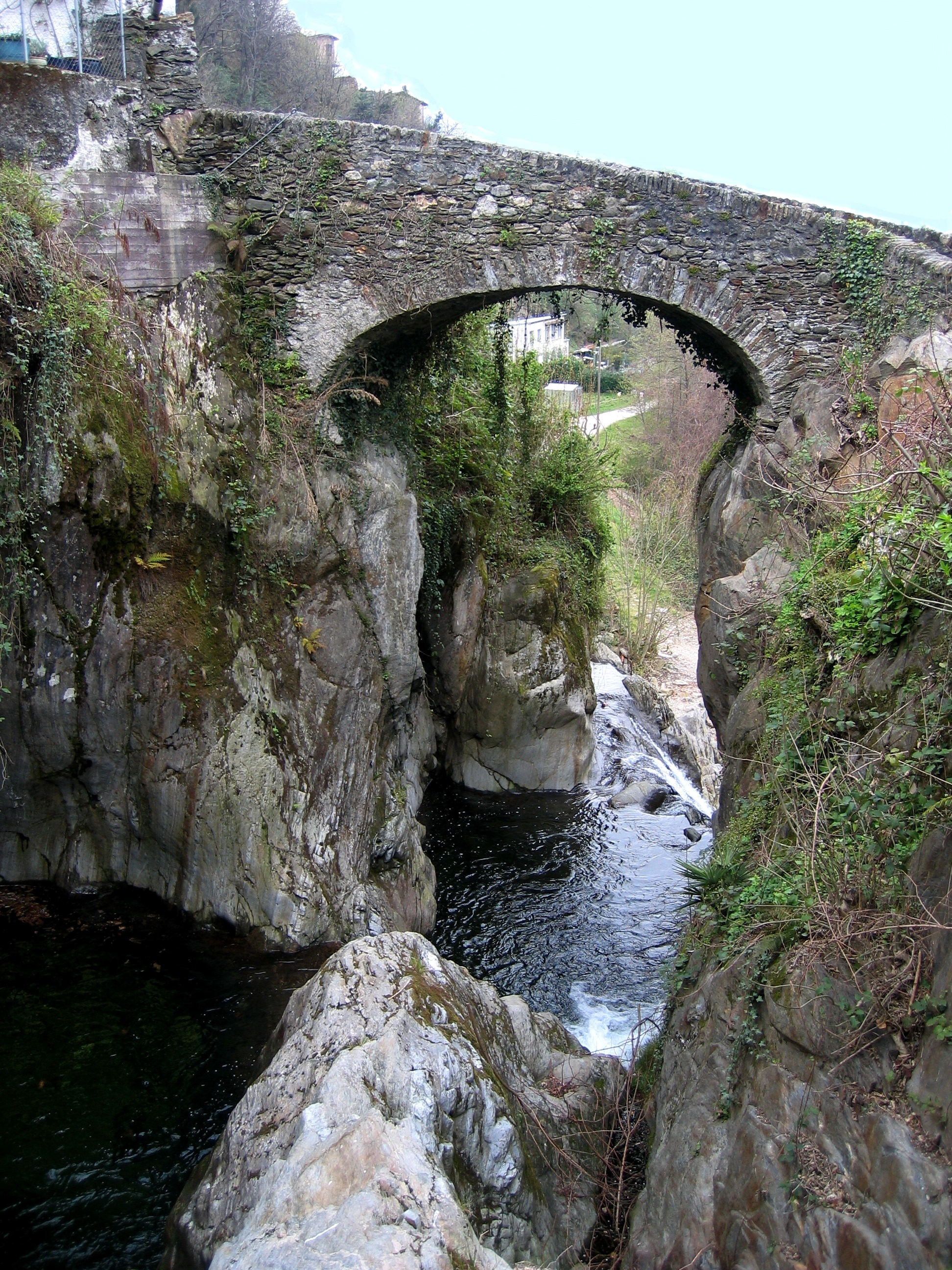
Alte Steinbrücke
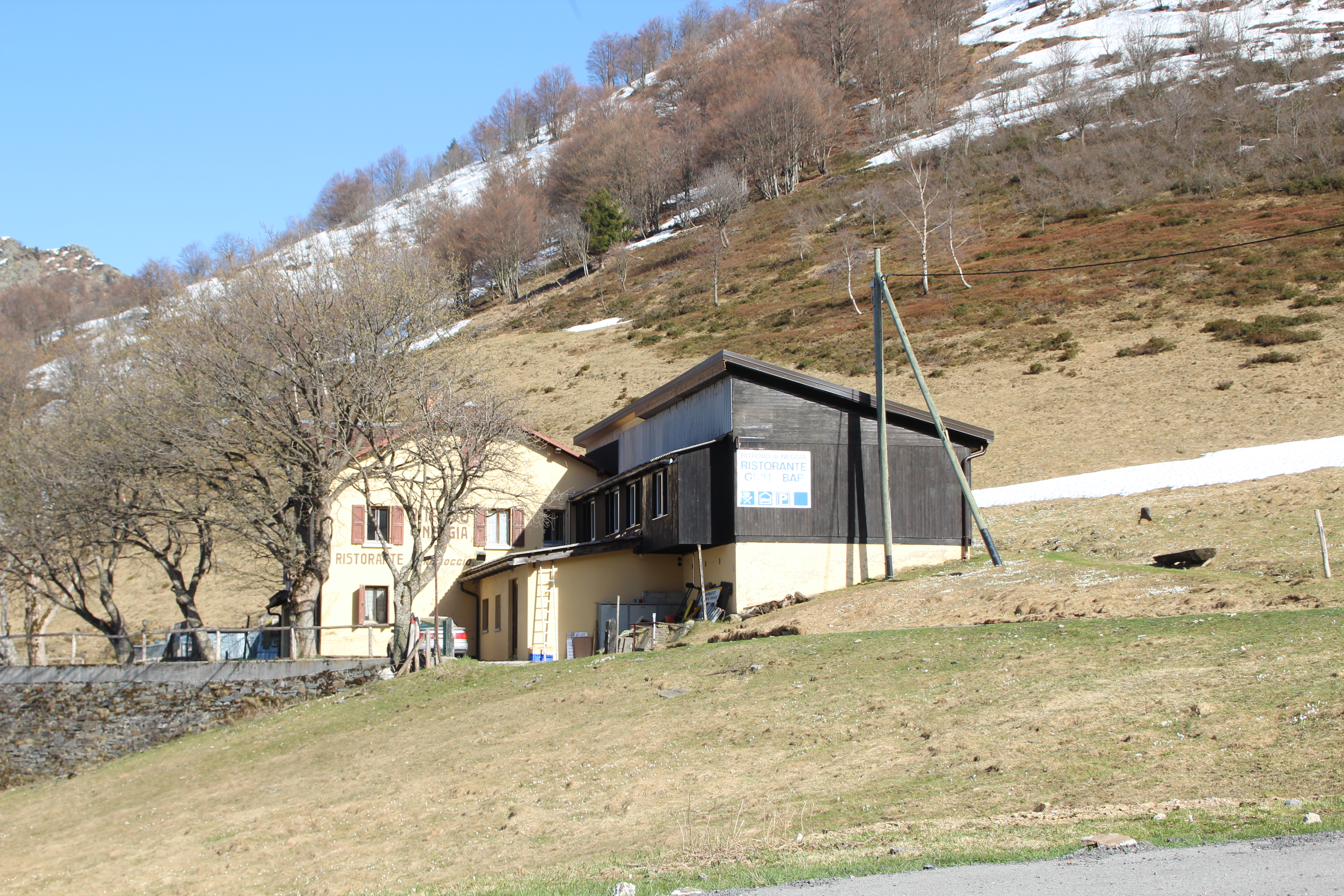
Gasthof in Alpe di Neggia
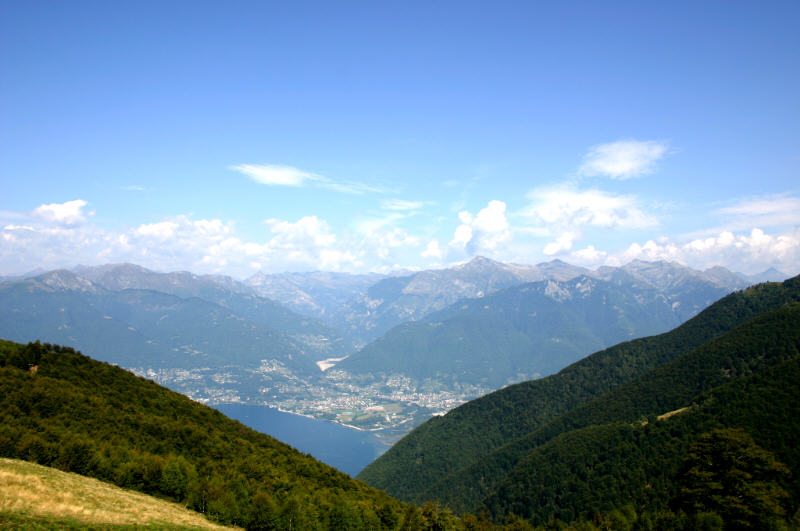
Blick von Alpe di Neggia
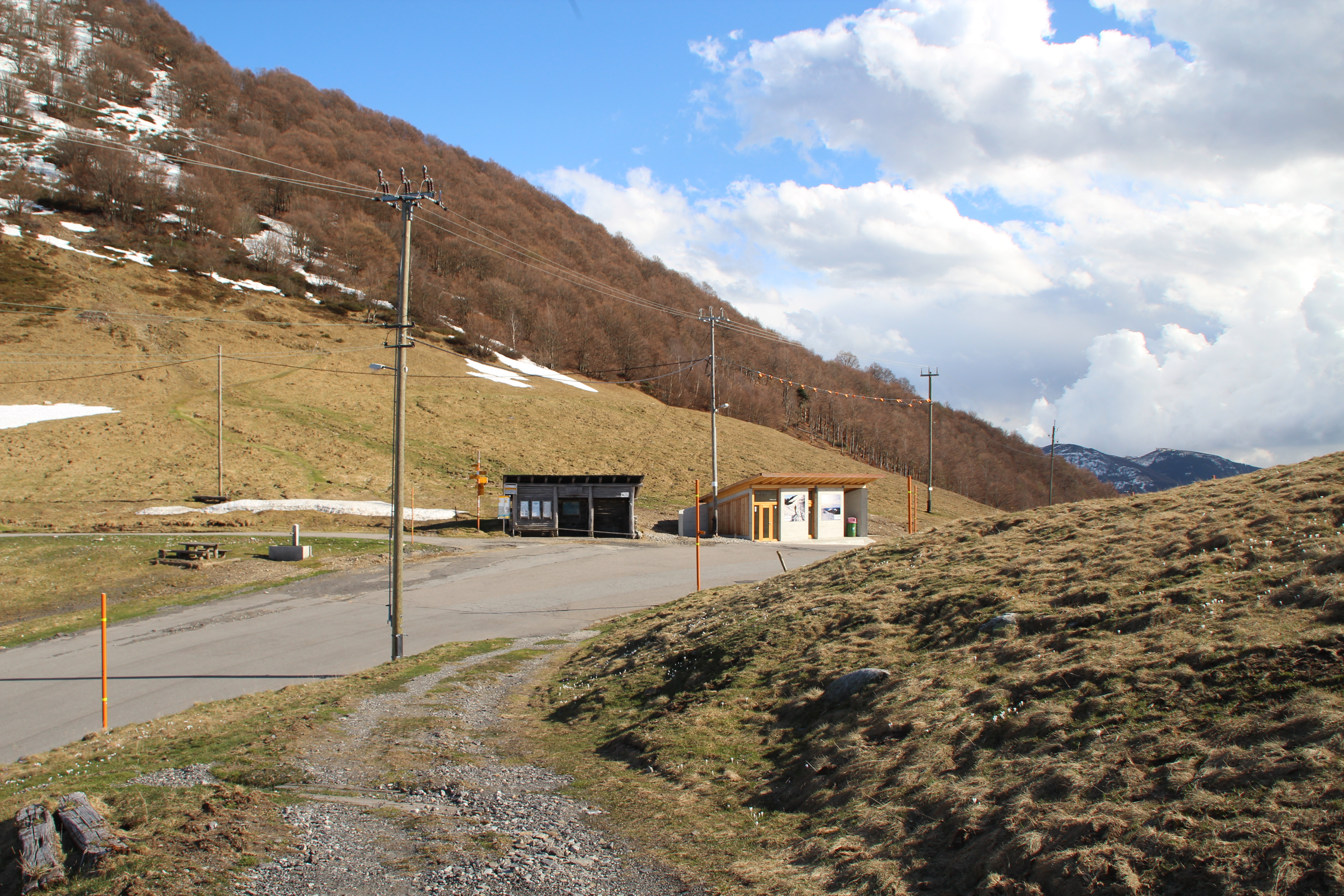
Alpe di Neggia-Pass

## Veranstaltungen
- Weihnachtskrippenausstellung[6]
- Alle zwei Jahre findet eine Freiland-Skulpturenausstellung statt, die letzte war die G'15 im Jahre 2015.[5][7] Die G'18 findet ab Juli 2018 statt.[8]

## Persönlichkeiten
(Sortierung nach Geburtsjahr.)
- Familie Sganzini
  - Carlo Sganzini (1881–1948), Professor für Philosophie an der Universität Bern
  - Silvio Sganzini (1898–1972), von Vira (heute Gemeinde Gambarogno), Leiter des Vocabolario dei dialetti della Svizzera italiana
  - Clementina Sganzini (* 8. November 1927 in Vira Gambarogno; † 16. Januar 2016 in Lugano), aus Faido, Anwältin, Richterin und Präsidentin am Tessiner Appellationsgericht

- Cristoforo Cattaneo (1823–1898), Anwalt, Regierungskommissar für den Bezirk Locarno, Tessiner Grossrat und Staatsrat
- Pietro Regazzi (1838–1915), Rechtsanwalt, Politiker, Tessiner Grossrat und Staatsrat
- Massimo Terribilini (* 21. Dezember 1924 in Vira Gambarogno; † 22. März 2019 in Locarno), Kunstmaler[9][10]